# Memoriał Henryka Łasaka 2017
Il Memoriał Henryka Łasaka 2017, diciannovesima edizione della corsa, si svolse il 12 agosto 2017. Fu vinto dal polacco Alan Banaszek della CCC Sprandi Polkowice davanti ai suoi connazionali Sylwester Janiszewski e Artur Detko.

## Ordine d'arrivo (Top 10)
| Pos. | Corridore             | Squadra               | Tempo    |
| ---- | --------------------- | --------------------- | -------- |
| 1    | Alan Banaszek         | CCC Sprandi Polkowice | 3h58'36" |
| 2    | Sylwester Janiszewski | Wibatech 7R Fuji      | s.t.     |
| 3    | Artur Detko           | Domin Sport           | s.t.     |
| 4    | Siarhei Papok         | Minsk Cycling Club    | s.t.     |
| 5    | Andriy Kulyk          | Kolss Cycling Team    | s.t.     |
| 6    | Carlos Ambrosius      | LKT Team Brandenburg  | s.t.     |
| 7    | Dominik Neumann       |                       | s.t.     |
| 8    | Roman Lehky           |                       | s.t.     |
| 9    | Viesturs Luksevics    | Rietumu Banka-Riga    | s.t.     |
| 10   | Armands Becis         | Rietumu Banka-Riga    | s.t.     |